# جون أباركرومبي
جون أباركرومبي (John Abercrombie) كان عالم زراعة وعالم نبات اسكتلنديًا، ولد عام 1726 بإدنبرة (اسكتلندا) وتوفي عام 1806.